# August Ludwig Bruns
August Ludwig Bruns (* 1790; † 1858) war ein deutscher Unternehmer, Senator und Lebensversicherungs-Gründer.

## Leben

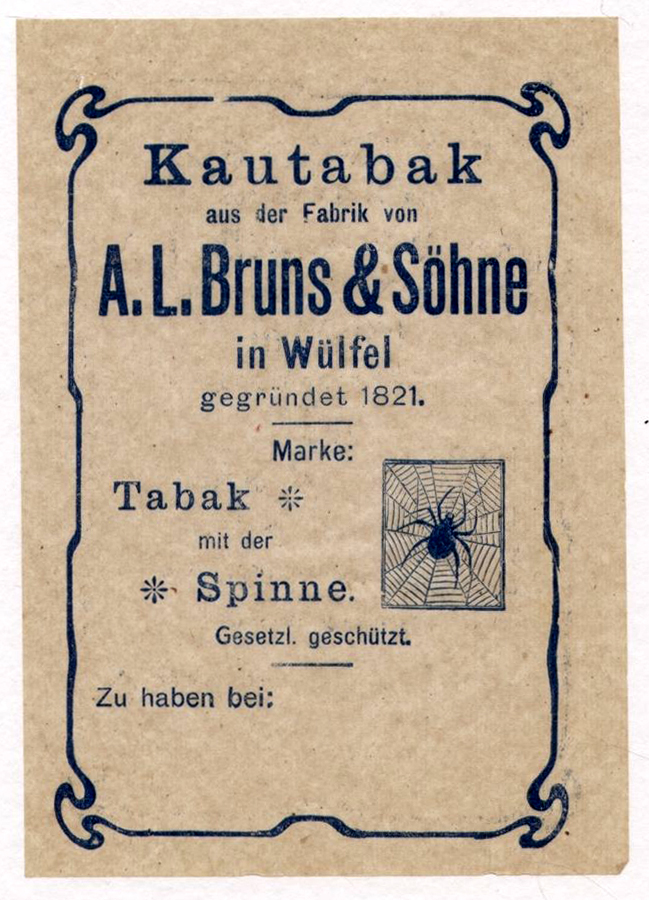
Einwickelpapier für Kautabak der Firma A. L. Bruns & Söhne

August Ludwig Bruns wurde zur Zeit des Kurfürstentums Braunschweig-Lüneburg während der Personalunion zwischen Großbritannien und Hannover im Jahr 1790 geboren. Nach der sogenannten „Franzosenzeit“ und der Erhebung des Kurfürstentums zum Königreich Hannover wollte der als Fabrikant und Finanzsenator Tätige eine Versicherung gründen nach dem Vorbild der Gothaer Lebensversicherungsbank. Noch vor dem Beginn der Industriellen Revolution gründete Bruns im Jahr 1820 in Hannover die „Rauch-, Schnupf-, Kautaback- und Cigarren“-Fabrik A. L. Bruns.
Gemeinsam mit Carl Ahles, Franz Krohne und Friedrich Kromcke gründete der Fabrikbesitzer im Jahr 1828 zunächst einen „Verein zur Errichtung einer allgemeinen, auf Gegenseitigkeit der Interessenten begründeten Lebensversicherungsanstalt für das Königreich Hannover“, dessen Zweck die Vorbereitung der einzurichtenden Versicherung war. Schließlich erteilte der Landesherr, der im Vereinigten Königreich Großbritannien und Irland regierende König Georg IV., die erforderliche Genehmigung, durch die Bruns im Jahr 1829 die „Allgemeine Lebens-Versicherungs-Anstalt für das Königreich Hannover“ gründen konnte.
Das Adreßbuch der königlichen Haupt- und Residenzstadt Hannover auf das Jahr 1847 verzeichnete Bruns mit Wohnsitz Breite Straße 27 als Kaufmann, Diakon an der Aegidienkirche, Tabakfabrikanten, Generalagent der Leipziger Feuerversicherungs-Anstalt sowie Generaldirektor der hannoverschen allgemeinen Lebensversicherungs-Anstalt.
An der 22. Generalversammlung des Gewerbevereins für das Königreich Hannover am 3. März 1850 im Hansteinschen Saal nahm „Herr Senator Bruns“ aktiv als Vorstand des hannoverschen Provinzial-Vereins teil.
Bruns begründete eine Stiftung, durch deren Aufkünfte unter den Konfirmanden der Parochialschule Hannovers, der späteren Bürgerschule 1/2, „Ehrenprämien an die beiden besten Rechner und die beiden besten Schönschreiber“ der Anstalt verteilt werden sollten.